# Nhà thờ chính tòa Valencia

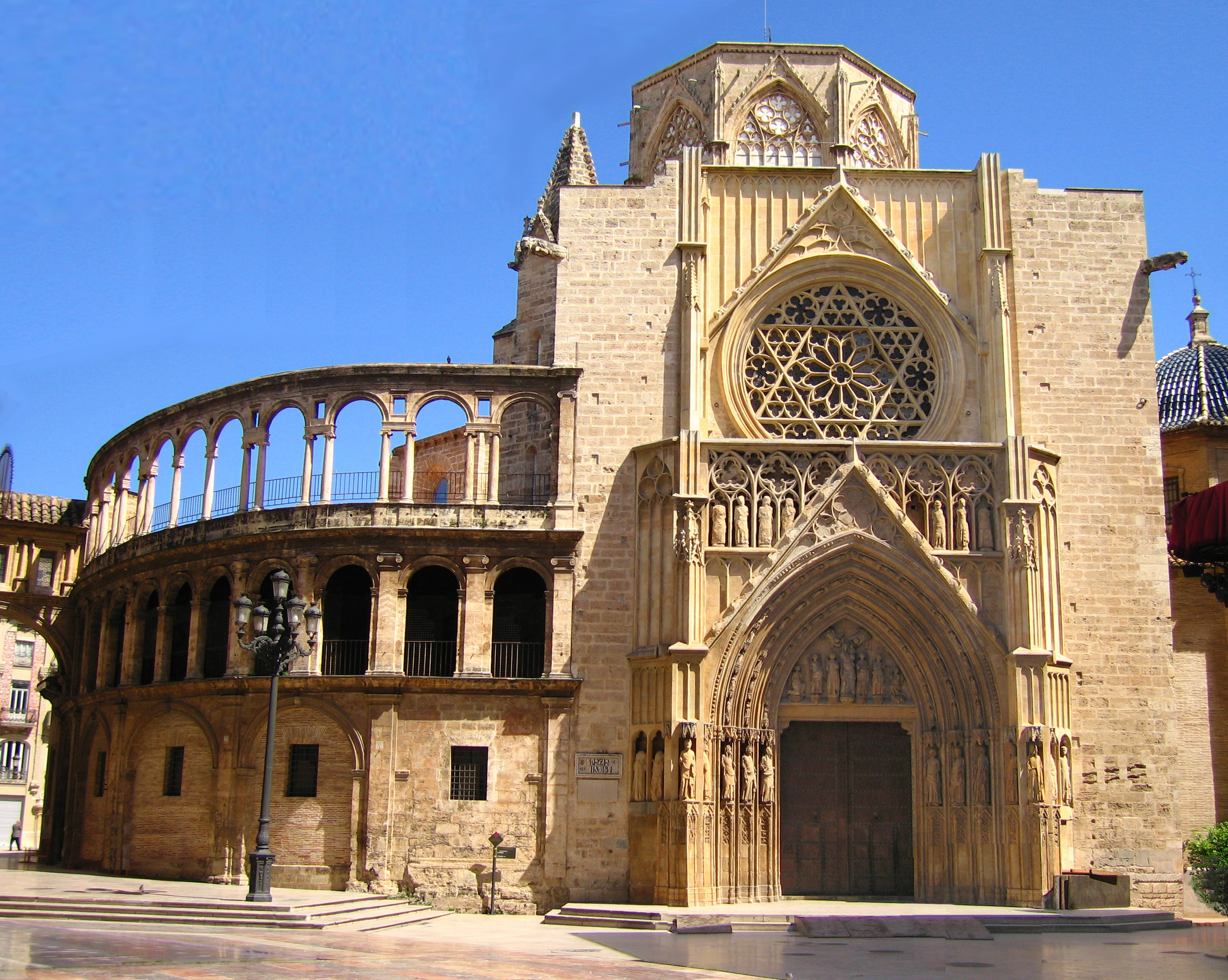
Cảnh phía tây của quảng trường Đức Mẹ, với cổng Mười hai sứ đồ, tháp ngang và Obra Nova.

Nhà thờ chính tòa Valencia (tên đầy đủ: Vương cung thánh đường chính tòa Đức Mẹ Lên Trời của thành phố Valencia, tiếng Tây Ban Nha: Iglesia Catedral-Basílica Metropolitana de la Asunción de Nuestra Señora de Valencia, tiếng Valencia: Església Catedral-Basílica Metropolitana de l'Assumpció de la Nostra Senyora de València, còn được biết đến với tên khác là Nhà thờ chính tòa Thánh Maria), là một nhà thờ Công giáo Rôma ở Valencia, Tây Ban Nha.
Nhà thờ được cung hiến đầu tiên năm 1239 bởi giám mục đầu tiên của Tổng giáo phận Valencia sau cuộc chinh phục lại, Pere d'Albalat, Tổng giáo phận Tarragona, và được cung hiến bởi lệnh của Jaume I của Aragon cho Đức Trinh nữ Maria (Công giáo). Nhà thờ được xây dựng trên khu vực trước đây là nhà thờ chính tòa Visigoth, mà đã biến đổi thành một Thánh đường Hồi giáo vào thời tạm chiếm bởi Moor. Gothic là phong cách kiến trúc chủ đạo của nhà thờ, mặc dù nó cũng chứa các yếu tố Roman, Gothic Pháp, Phục hưng, Baroque và Tân cổ điển.
Nhà thờ chứa nhiều bức tranh thế kỷ 15, một số của các nghệ sĩ địa phương (như Jacomart), một số khác của các nghệ sĩ từ Roma do Giáo hoàng Alexanđê VI, khi còn là một hồng y, đã đưa ra yêu cầu nâng giáo phận Valencian lên hàng giám mục, một quy chế được cấp bởi Giáo hoàng Innôcentê VIII vào năm 1492.

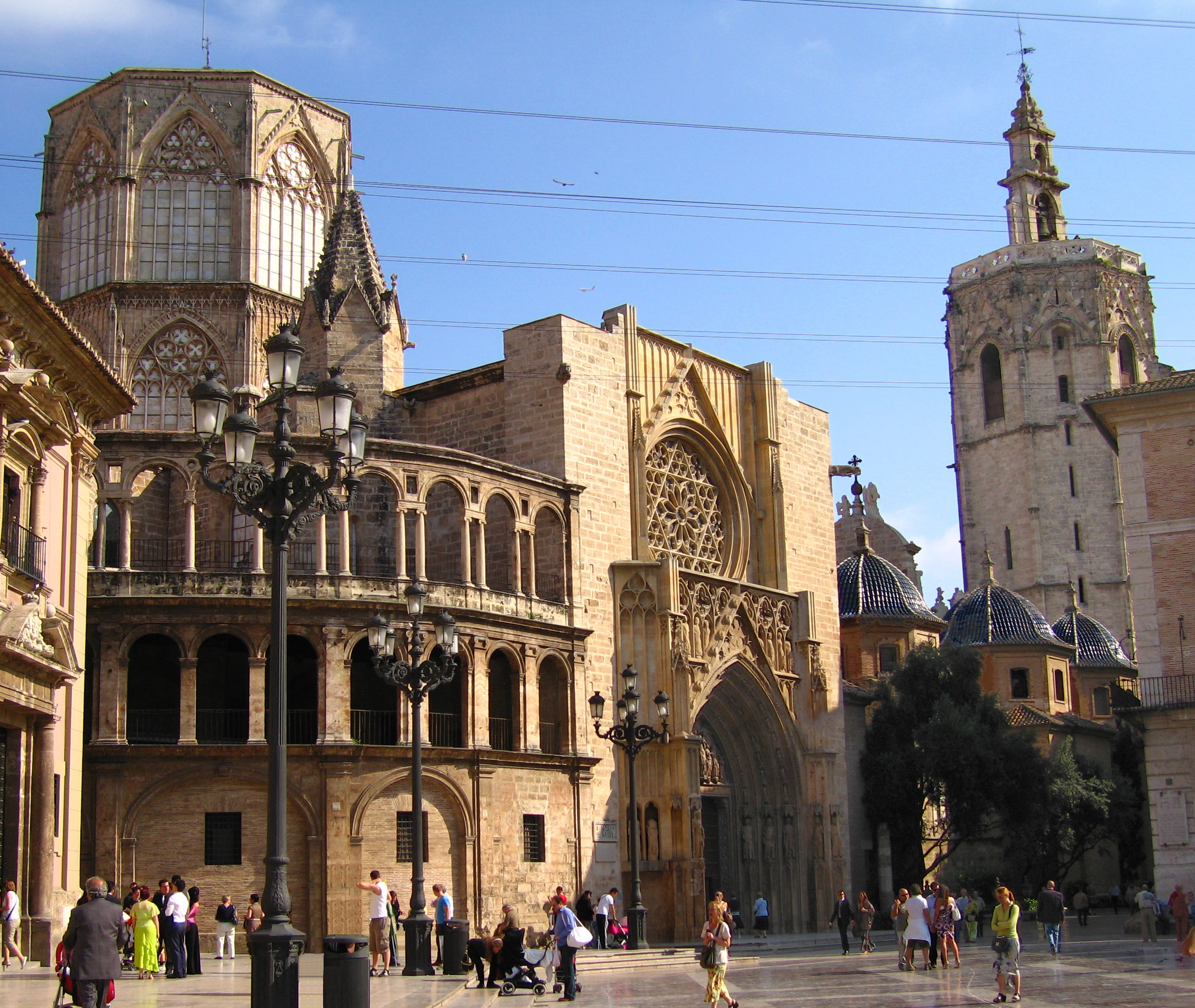
2008
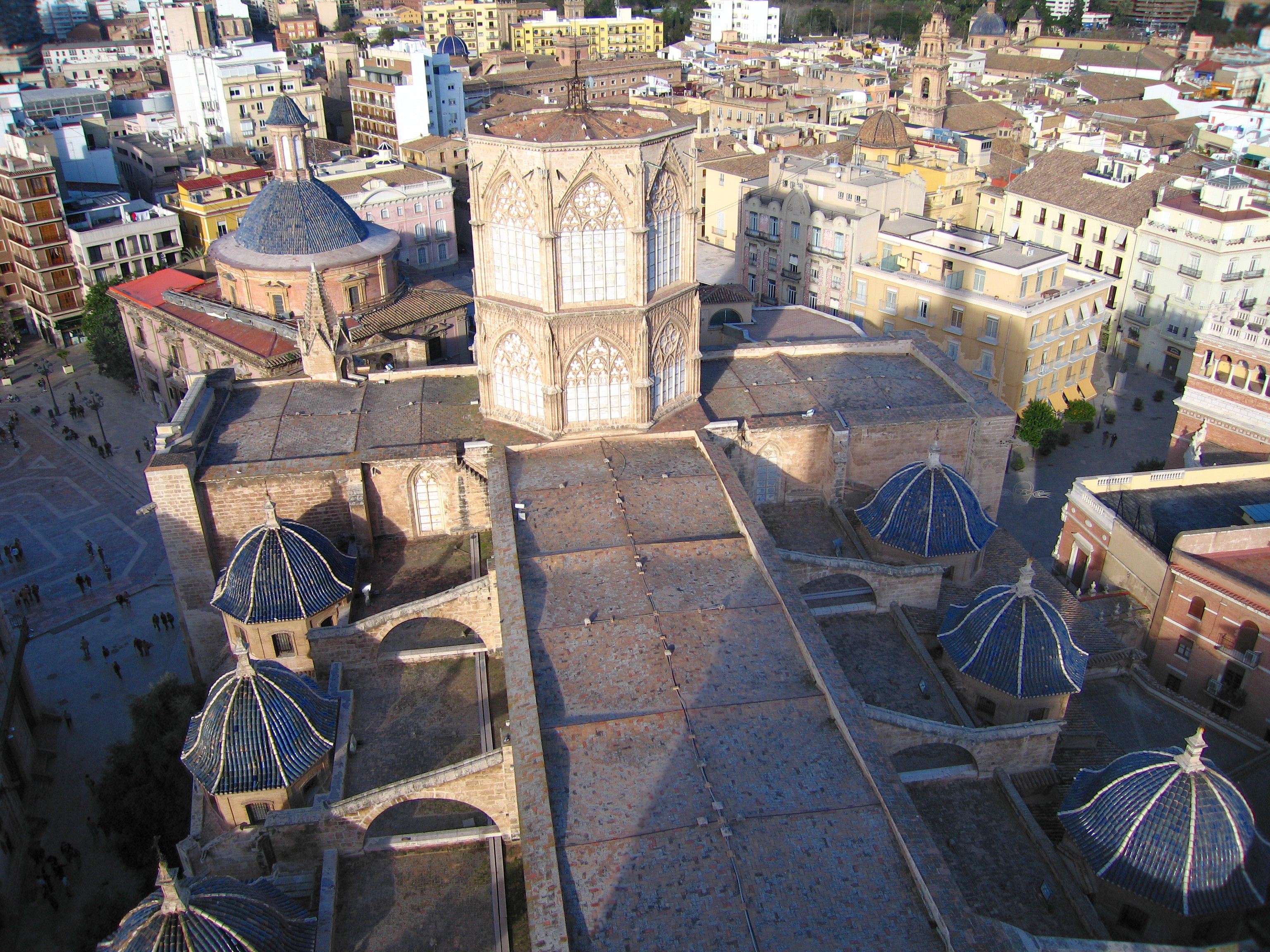
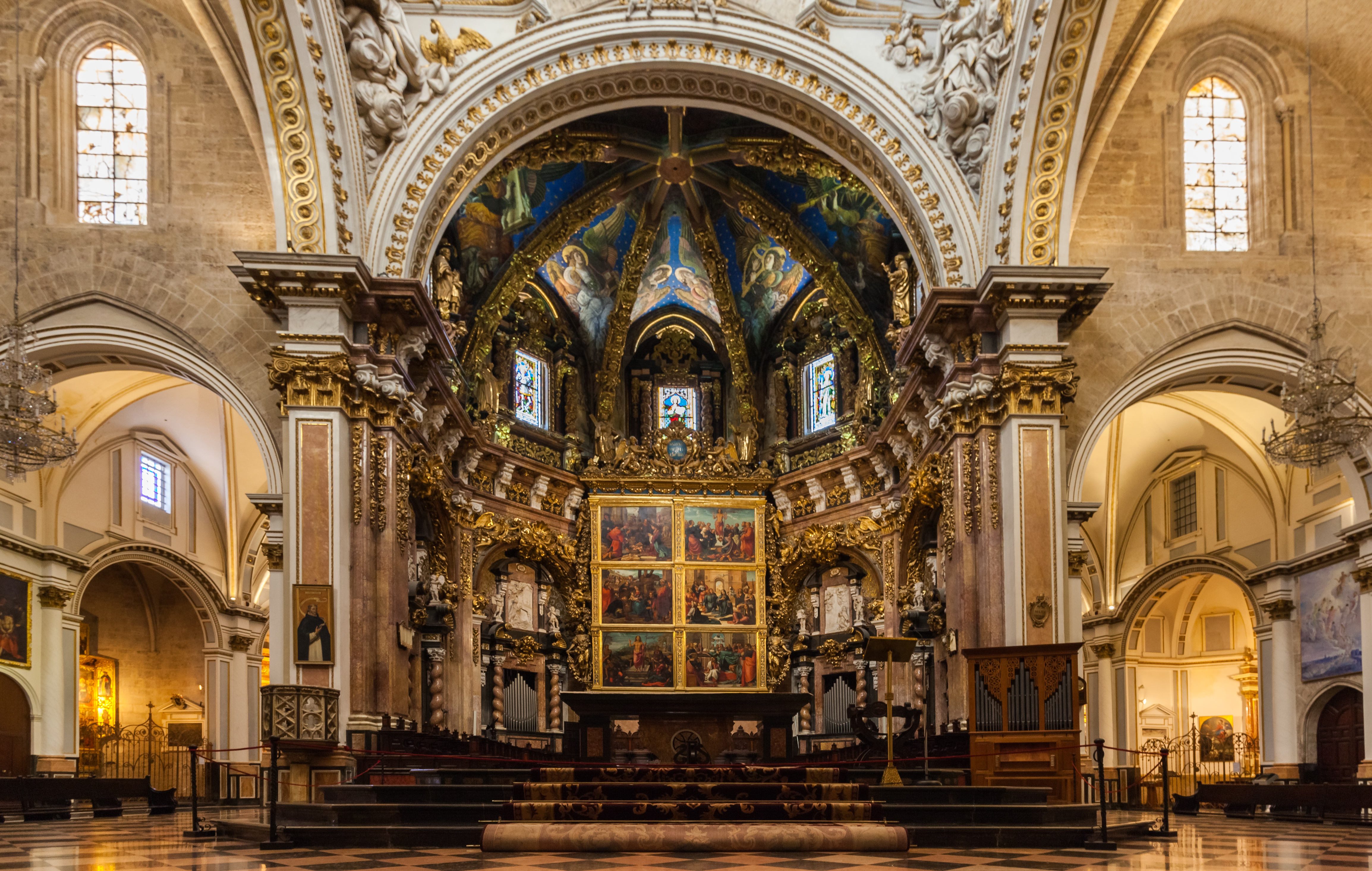
Chánh điện
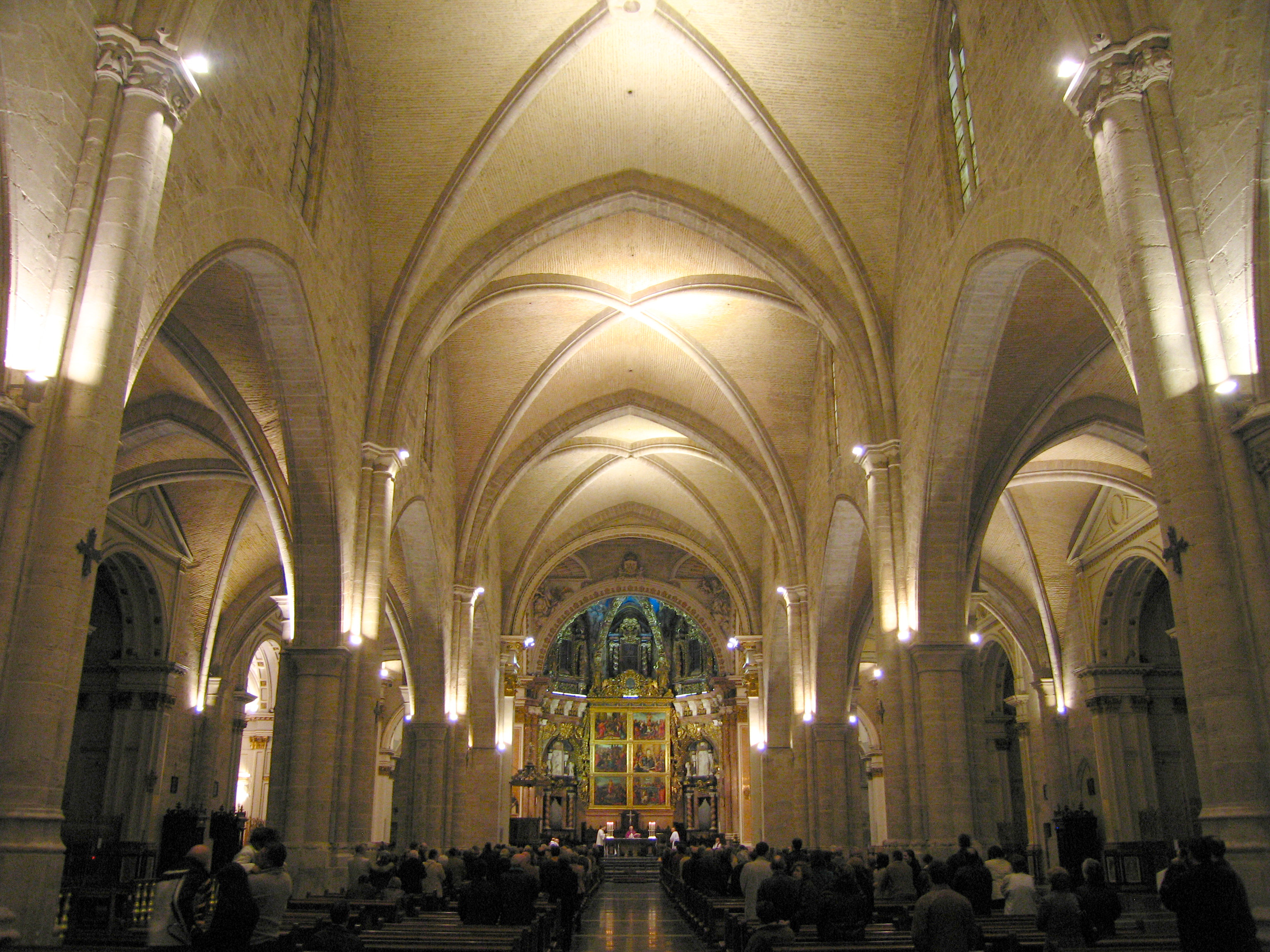
Gian giữa của nhà thờ chính tòa.
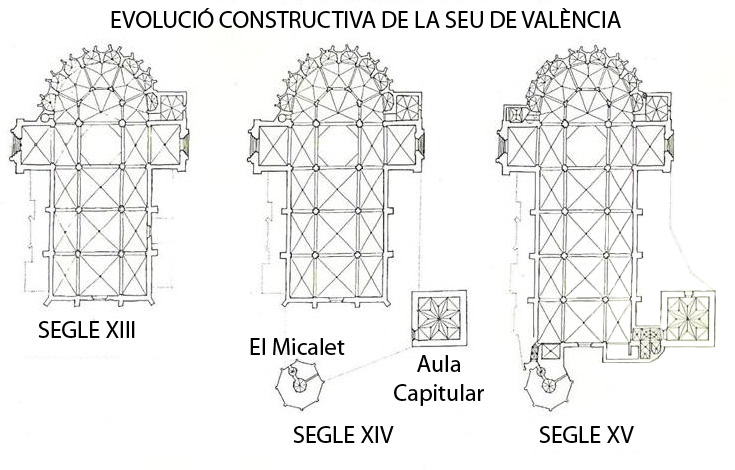
Quá trình xây dựng.